# BBC World Service
BBC World Service, il più grande broadcaster internazionale del mondo, trasmette notizie, dichiarazioni e dibattiti, radiofonici e televisivi in oltre 40 lingue in molte parti del mondo su piattaforme analogiche e digitali DRM, streaming in Internet, podcast, satellite, DAB, FM e AM. Nel novembre 2016 la BBC annunciò l'inizio delle trasmissioni in nuove lingue, tra cui Amarico e Igbo, nella più grande espansione dagli anni '40. Nel 2015 World Service ha raggiunto una media di 210 milioni di spettatori a settimana (via TV, radio e online). Il servizio in lingua inglese trasmette 24 ore al giorno.
World Service è finanziato dal canone televisivo del Regno Unito, una limitata quota pubblicitaria e i profitti di BBC Worldwide Ltd. Il servizio è sostenuto anche dal governo britannico per 289 milioni di sterline (ripartiti su un periodo di cinque anni che termina nel 2020).  Il World Service è stato finanziato per decenni da aiuti concessi dal Foreign Office e dal Commonwealth del governo britannico fino al 1º aprile 2014.
BBC World Service English mantiene otto diversi flussi regionali con diverse varianti di programma, che coprono rispettivamente l'Africa Orientale e Meridionale; Africa Occidentale e Centrale; Europa e Medio Oriente; Americhe e Caraibi; Asia orientale; Asia del sud; Australasia; Regno Unito. Ci sono anche due flussi separati solo online, uno dei quali è specializzato notizie, noto come News Internet.
A seguito di una riorganizzazione nazionale del multiplex EuroDab nell'ottobre 2019, la stazione in lingua inglese è disponibile in DAB+ Stereo HE-AAC v1 in tutta Italia.
Il controller di BBC World Service English è Mary Hockaday.

## Storia

Logo del 2008.

Il BBC World Service iniziò nel 1932 come BBC Empire Service, trasmettendo su onde corte e rivolto principalmente a utenti di lingua inglese in tutto l'Impero britannico. Nel suo primo Messaggio di Natale (1932), re Giorgio V descrisse il servizio come rivolto a "men and women, so cut off by the snow, the desert, or the sea, that only voices out of the air can reach them" ("uomini e donne, così isolati nella neve, nel deserto, o per mare, che solo le voci dall'aria possono raggiungerli").  Le aspettative iniziali per l'Empire Service erano basse. Il direttore generale, Sir John Reith (in seguito Lord Reith) dichiarò nel programma di apertura:
"Non aspettatevi troppo nei primi giorni; per qualche tempo trasmetteremo programmi relativamente semplici, per dare la migliore possibilità di una ricezione comprensibile e fornire prove sul tipo di materiale più adatto per il servizio in ciascuna zona. I programmi non saranno né molto interessanti né molto buoni."
 Questa dichiarazione è stata letta cinque volte mentre la BBC lo trasmetteva in diretta in diverse parti del mondo.
Il 3 gennaio 1938 fu lanciato il primo servizio in lingua straniera: in arabo. I programmi in tedesco iniziarono il 29 marzo 1938 e alla fine del 1942 la BBC aveva iniziato le trasmissioni in tutte le principali lingue europee. In seguito l'Empire Service fu ribattezzato BBC Overseas Service nel novembre 1939, integrato da un specifico BBC European Service nel 1941.
I servizi trasmisero propaganda durante la Seconda Guerra Mondiale. Il servizio in lingua francese Radio Londra inviò messaggi in codice alla Resistenza francese. George Orwell trasmise molti notiziari sul Eastern Service durante la seconda guerra mondiale.
Alla fine degli anni '40 il numero delle lingue trasmesse era aumentato e la ricezione era migliorata, in seguito all'apertura di un relè nella Malesia moderna e del relè di Limassol a Cipro nel 1957. Il 1 maggio 1965 il servizio assunse il nome attuale di BBC World Service. Ampliò la portata con l'apertura del relè nelle Isole di Ascensione nel 1966, offrendo al pubblico africano un segnale più forte e una ricezione migliore, e più tardi con il relè sull'isola di Masirah in Oman.
Nell'agosto del 1985 il servizio fu interrotto per la prima volta quando i dipendenti entrarono in sciopero in segno di protesta contro la decisione del governo britannico di vietare un documentario con l'intervista a Martin McGuinness dello Sinn Féin.
Successivamente, a causa delle pressioni finanziarie si sono ridotti il numero e il tipo di servizi offerti dalla BBC. Le trasmissioni in tedesco terminarono nel marzo 1999, dopo che una ricerca mostrò che la maggior parte degli ascoltatori tedeschi si sintonizzava al servizio in lingua inglese. Le trasmissioni in olandese, finlandese, francese, ebraico, italiano, giapponese e malese terminarono per ragioni analoghe.

Logo del 2019.

Il 25 ottobre 2005, la BBC annunciò che le trasmissioni in bulgaro, croato, ceco, greco, ungherese, kazako, polacco, slovacco, sloveno e tailandese si sarebbero concluse entro il marzo 2006, per finanziare il lancio nel 2007 di servizi televisivi in arabo e persiano. Inoltre, le trasmissioni in rumeno cessarono il 1 ° agosto 2008.
Nel gennaio 2011 fu annunciata la chiusura dei servizi albanese, macedone, portoghese per l'Africa, la serba e l'inglese per i Caraibi.  Questo rifletteva il nuovo riassetto finanziario affrontato dall'azienda con il termine del controllo da parte del Foreign Office e un maggiore affidamento ai profitti delle licenze. I servizi russo, ucraino, cinese mandarino, turco, vietnamita, azero e spagnolo per Cuba hanno quindi cessato le trasmissioni radiofoniche e i servizi hindi, indonesiano, kirghiso, nepalese, swahili, kinyarwanda e kirundi hanno cessato le trasmissioni a onde corte. Il governo britannico ha poi annunciato che tre paesi balcanici avevano un ampio accesso alle informazioni internazionali le trasmissioni nelle lingue locali erano diventate inutili. 650 posti di lavoro furono inclusi nel taglio del 16% del budget.
A partire dal 2 marzo 2022, in seguito al tentativo da parte della Russia di isolare la popolazione Ucraina dalle notizie durante il conflitto russo-ucraino, sono state riattivate le trasmissioni in onde corte su due frequenze diverse. Queste operano ad orari differenti, sia al mattino che alla sera, in modo tale da raggiungere più persone possibile. Questo riporta quindi la BBC al tempo della 2ª guerra mondiale quando per trasmettere notizie veniva usualmente utilizzata la radio ad onde corte e le sue trasmissioni.

## Attività

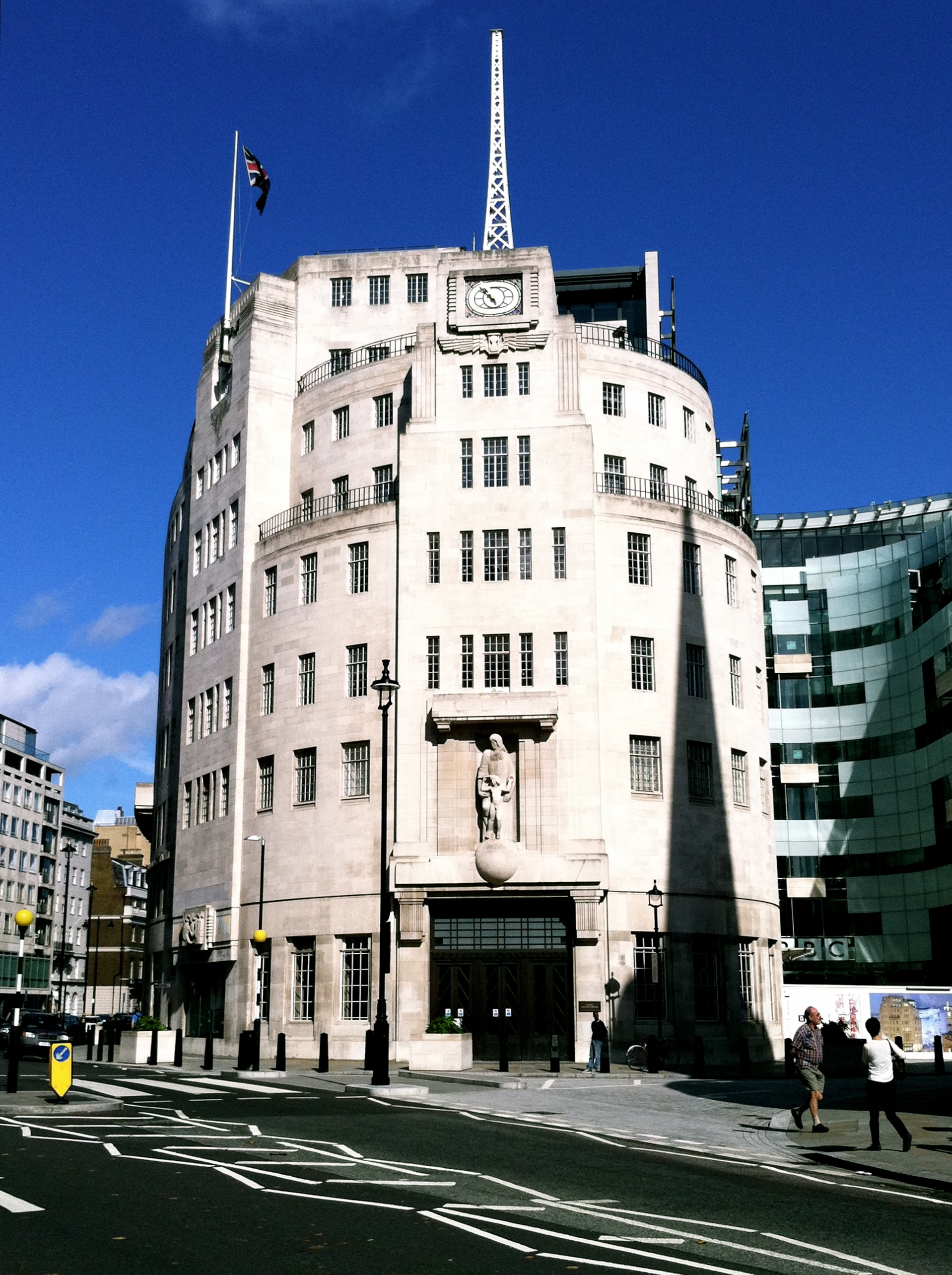
The BBC World Service is located in Broadcasting House, London.

BBC World Service trasmette dal Broadcasting House di Londra, che funge anche da quartier generale della società. Ha sede nella nuova sezione dell'edificio, che contiene studi radiofonici e televisivi disponibili ai vari servizi linguistici. L'edificio contiene anche una redazione integrata utilizzata dal World Service internazionale, dal canale televisivo internazionale BBC World News, dai notiziari televisivi e radiofonici di BBC News, da BBC News Channel e BBC Online.

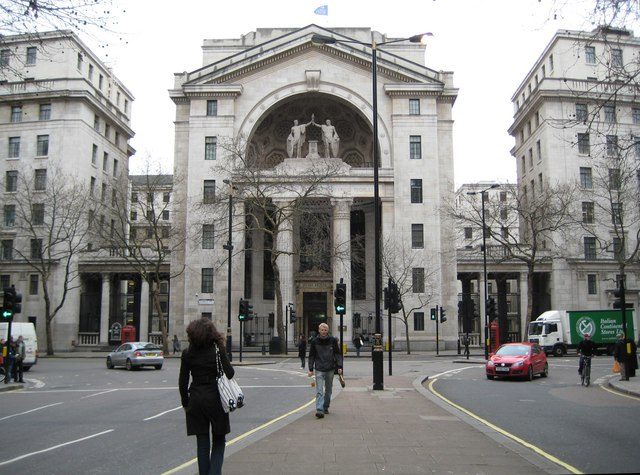
Bush House a Londra è stata sede del World Service tra il 1941 e il 2012.

Al momento del lancio, il Service era ospitato in Broadcasting House assieme agli altri servizi radiofonici. Tuttavia, a causa dell'esplosione di una bomba paracadute nelle vicinanze,  l'8 dicembre 1940, le attività furono trasferite perché Broadcasting House era un facile obiettivo. L'Overseas Service fu spostato in Oxford Street, mentre European Service si trasferirono temporaneamente nelle strutture di trasmissione di emergenza dei Maida Vale Studios. Gli European Service si trasferirono definitivamente a Bush House verso la fine del 1940, completando il trasferimento nel 1941, con gli Overseas Services che si unirono a loro nel 1958. Bush House divenne quindi la sede di BBC World Service e l'edificio stesso acquisì una reputazione globale da parte del pubblico. Tuttavia, l'edificio fu lasciato nel 2012 a seguito della ristrutturazione della Broadcasting House e del termine del contratto di locazione in quell'anno; il primo servizio a trasferirsi fu il Burmese Service l'11 marzo 2012 e l'ultima trasmissione da Bush House fu un notiziario trasmesso alle 11.00 GMT il 12 luglio 2012.
Il BBC World Service è composta da una radiodiffusione globale in inglese, 24 ore su 24, e servizi distinti in 27 altre lingue. Le notizie e le informazioni sono disponibili in queste lingue sul sito web della BBC,  anche attraverso feed RSS, versioni specifiche da utilizzare su dispositivi mobili oppure notifiche di storie via e-mail. Oltre al servizio in inglese, 18 dei servizi in lingua trasmettono servizi radio utilizzando le bande di onde corte, AM o FM. Questi sono disponibili per l'ascolto dal vivo o possono essere accessibili su Internet (di solito per sette giorni) e, nel caso di sette servizi linguistici, possono essere scaricati come podcast. Le notizie sono disponibili anche nell'app BBC News, disponibile sia su iTunes che su Google Play Store. Negli ultimi anni, contenuti video sono stati resi disponibili anche dal World Service: 16 servizi linguistici mostrano servizi video sul sito Web e i servizi in arabo e persiano hanno i propri canali televisivi. La TV è anche usata per trasmettere il servizio radio, con gli operatori locali via cavo e via satellite che forniscono gratuitamente le trasmissioni in inglese (e occasionalmente in altre lingue locali). Il servizio in inglese è disponibile anche su radio digitale nel Regno Unito e in Europa.
Nel passato, il BBC World Service utilizzava trasmissioni ad onde corte, grazie alla loro capacità di aggirare le barriere di censura, distanza e scarsità di spettro. La BBC mantenne una rete mondiale di stazioni di relè ad onde corte dagli anni '40, principalmente nelle ex colonie britanniche. Queste trasmissioni transfrontaliere sono state utilizzate anche in particolari circostanze per i messaggi di emergenza verso cittadini britannici all'estero, come il consiglio di evacuare la Giordania durante gli incidenti del Settembre Nero del 1970. Queste strutture sono state privatizzate nel 1997 col nome di Merlin Communications e successivamente acquisite e gestite come parte di una rete più ampia di emittenti da parte di VT Communications (ora parte di Babcock International Group). È frequente anche che i programmi della BBC vengano trasmessi da una stazione situata nel Regno Unito anche su trasmettitori di Voice of America o ORF. Tuttavia, dagli anni '80, la distribuzione satellitare ha permesso anche alle stazioni locali di trasmettere i programmi della BBC.
Il World Service vuole essere "la voce più conosciuta e rispettata del mondo nelle trasmissioni internazionali, portando così benefici al Regno Unito, alla BBC e al pubblico di tutto il mondo", pur mantenendo una "visione britannica equilibrata" degli sviluppi internazionali. Come il resto della BBC, il World Service è una Crown Corporation del governo britannico. Per l'esercizio finanziario 2011-12, ha ricevuto 255,2 milioni di sterline. Oltre alle trasmissioni, il Servizio dedica anche risorse al BBC Learning English il programma di apprendimento della BBC.